# Bassiona Amorosa
Bassiona Amorosa ist ein 1996 als Quartett gegründetes Kontrabass-Ensemble.

## Geschichte und künstlerisches Wirken
Gegründet wurde das Ensemble im Jahr 1996 als Kontrabass-Quartett von Professor Klaus Trumpf. Es bildete sich aus Studierenden seiner Meisterklasse an der Hochschule für Musik München und nannte sich in der Anfangszeit Das besondere Streichquartett. Bald wurde es, inspiriert durch das Werk Passione Amorosa von Giovanni Bottesini, in Bassiona Amorosa umbenannt. Das Ensemble spielt heute nicht nur als Quartett, sondern auch als Kontrabass-Ensemble. Seit seinem Eintritt in den Ruhestand als Hochschullehrer wirkt Klaus Trumpf als künstlerischer Leiter und Manager des Ensembles.
Die Mitglieder des Ensembles sind Preisträger internationaler Wettbewerbe. Dazu zählen Roman Patkoló, Artjom Tschirkow, Min Jae Soung, Ljubinko Lazic, Jan Jirmasek, Andrew Lee, Giorgi Makhoshvili und Andrej Shynkevich. 
Das Ensemble konzertierte in Europa und in den USA, zum Beispiel in der Berliner Philharmonie, im großen Saal der Carnegie Hall (2010), am Theater Wolfsburg, am Theater in der Stadthalle Neumünster, im Kulturforum Görlitzer Synagoge (aufgezeichnet vom Sender Arte) und bei Festivals wie der Potsdamer Schlössernacht, den Musikfesttagen der Stadt Hoyerswerda, den Darmstädter Residenzfestspielen, den Ottobrunner Konzerten oder den Klosterkonzerten Maulbronn.
Zusammenarbeit erfolgte mit den Pianisten Gerlint Böttcher, Lilian Akopova, Milana Chernyavska und Jasna Popovic.
Das Repertoire umfasst neben der klassischen Literatur für Kontrabass (Giovanni Bottesini) viele virtuose Transkriptionen der Werke aller musikalischen Stilrichtungen von der Musik der Renaissance bis hin zu zeitgenössischer Musik sowie Unterhaltungsmusik der Gegenwart. Darunter Werke von Antonio Vivaldi, Johann Sebastian Bach, Johann Matthias Sperger, Wolfgang Amadeus Mozart, Gioachino Rossini, Franz Liszt, Niccolò Paganini, Nikolai Rimski-Korsakow, Pablo de Sarasate, Aram Khatschaturjan, Francis Lai, Franz Pillinger, Stefan Schäfer und auch Kompositionen des Ensemble-Mitglieds Giorgi Makhoshvili. 
Rundfunk- und Fernsehaufnahmen erfolgten zum Beispiel für Deutschlandfunk Kultur, Arte oder WDR, Pawel Siczek drehte 2006 und 2007 für die ARD eine Filmdokumentation über die Arbeit des Ensembles mit dem Titel „Bassiona Amorosa“.

## Preise
- 2001: Europäischer Quartettpreis der Europäischen Kulturstiftung Pro Europa[1]
- 2004: Bach-Platkette[1]
- 2014: Echo Klassik in der Kategorie „Klassik ohne Grenzen“ für das Album Boundless[15]

## Diskografie (Auswahl)
- Bassiona Amorosa – Das besondere Streichquartett. Werke von u. a. Bottesini, Bach, Vivaldi, Gière, Paganini, Rabbath (Ars Vivendi; 1988/99)

- Bassiona Amorosa Live in der Berliner Philharmonie. Werke von u. a. Bach, de Sarasate, Paganini, Liszt, Bottesini (Ars Vivendi; 2003)
- Music for Double Bass Ensemble. Werke von u. a. Bach, Liszt, Rabbath, Schäfer, Lai (Maulbronn Monastery Edition, K&K Verlagsanstalt; 2009)
- Populär klassisch bis klassisch populär. Werke von u. a. Bach, Mozart, Bottesini, Khatschaturjan, Rimski-Korsakow, de Sarasate (Academia K–020206; o. J.)
- Boundless. Werke von u. a. Bach, Rimski-Korsakow, Rossini, Vivaldi (Nasswetter Music Group; 2014)